# Bo Lassen
Bo Marcus Lassen, född 1919 i Uppsala, död 1993, var en svensk konstnär. Som konstnär benämndes han oftast som naivist. Hans tavlor är huvudsakligen akvareller, men han använde även oljefärg, lackfärg och emalj. Lassen har haft ett 20-tal separatutställningar och deltagit i minst lika många samlingsutställningar. Utställningarna har recenserats framförallt under slutet av 1970-talet och början av 1980-talet. Han är även belönad med statens konstnärsstipendium och Stockholms kulturstipendium.
Förutom tavlor har Lassen även gjort ett 50-tal bokomslag, bland annat Bonniers stora kokbok 1960. Han har färgsatt Televerkets "skyskrapa" exteriört och interiört samt vissa tunnelbanestationer i Stockholm. 